# Football Club des Girondins de Bordeaux 2020-2021 (femminile)
Questa voce raccoglie le informazioni riguardanti la squadra femminile del Football Club des Girondins de Bordeaux nelle competizioni ufficiali della stagione 2020-2021.

## Divise e sponsor
la tenuta di gioco è la stessa indossata dalla squadra maschile del Bordeaux. Lo sponsor tecnico per la stagione 2020-2021 è Adidas, con il club che lascia la Puma che le era fornitore tecnico dal 2003, mentre lo sponsor ufficiale è Bistro Régent. La prima tenuta è blu a tinta unita tranne per degli inserti bianchi su maglia e calzettoni e una V bianca sul petto.
| Casa | Trasferta |

## Organigramma societario
Area tecnica
- Allenatore: Pedro Martínez Losa
- Vice allenatore:
- Preparatore dei portieri:
- Preparatore atletico:
- Medico sociale:
- Fisioterapista:
- Coordinatore:

## Rosa
Rosa, ruoli e numeri di maglia come da sito ufficiale , aggiornati al 4 ottobre 2020.
| N. |                        | Ruolo | Calciatrice              |
| -- | ---------------------- | ----- | ------------------------ |
| 1  | Inghilterra (bandiera) | P     | Anna Moorhouse           |
| 2  | Islanda (bandiera)     | A     | Svava Rós Guðmundsdóttir |
| 3  | Francia (bandiera)     | D     | Julie Thibaud            |
| 4  | Canada (bandiera)      | D     | Vanessa Gilles           |
| 5  | Francia (bandiera)     | D     | Estelle Cascarino        |
| 6  | Francia (bandiera)     | C     | Charlotte Bibault        |
| 7  | Francia (bandiera)     | C     | Ghoutia Karchouni        |
| 9  | Giamaica (bandiera)    | A     | Khadija Shaw             |
| 10 | Francia (bandiera)     | C     | Claire Lavogez           |
| 11 | Francia (bandiera)     | A     | Ouleymata Sarr           |
| 12 | Francia (bandiera)     | A     | Mickäella Cardia         |

| N. |                        | Ruolo | Calciatrice       |
| -- | ---------------------- | ----- | ----------------- |
| 13 | Stati Uniti (bandiera) | D     | Malia Berkely     |
| 14 | Francia (bandiera)     | C     | Inès Jaurena      |
| 15 | Francia (bandiera)     | A     | Maëlle Garbino    |
| 17 | Francia (bandiera)     | D     | Ève Périsset      |
| 21 | Francia (bandiera)     | C     | Ella Palis        |
| 22 | Francia (bandiera)     | D     | Delphine Chatelin |
| 23 | Francia (bandiera)     | D     | Andréa Lardez     |
| 24 | Francia (bandiera)     | D     | Marine Perea      |
| 25 | Paesi Bassi (bandiera) | A     | Katja Snoeijs     |
| 29 | Francia (bandiera)     | C     | Julie Dufour      |
| 30 | Francia (bandiera)     | P     | Romane Bruneau    |

## Calciomercato

### Sessione estiva
| Acquisti | Acquisti         | Acquisti            | Acquisti   |
| R.       | Nome             | da                  | Modalità   |
| -------- | ---------------- | ------------------- | ---------- |
| P        | Anna Moorhouse   | West Ham            | definitivo |
| D        | Elena Linari     | Atlético Madrid     | definitivo |
| D        | Ève Périsset     | Paris Saint-Germain | definitivo |
| C        | Julie Dufour     | Lilla               |            |
| C        | Ella Palis       | Guingamp            |            |
| A        | Darian Jenkins   | OL Reign            |            |
| A        | Mickaëlla Cardia | Olympique Marsiglia |            |
| A        | Katja Snoeijs    | PSV                 |            |

| Cessioni | Cessioni         | Cessioni        | Cessioni   |
| R.       | Nome             | a               | Modalità   |
| -------- | ---------------- | --------------- | ---------- |
| P        | Erin Nayler      | Reading         | definitivo |
| P        | Marie Petiteau   | Montpellier     | definitivo |
| D        | Kathellen Sousa  | Inter           | definitivo |
| C        | Sophie Istillart | Athletic Bilbao | definitivo |
| A        | Viviane Asseyi   | Bayern Monaco   | definitivo |
| A        | Emelyne Laurent  | Atlético Madrid | definitivo |
| A        | Camille Surdez   | Basilea         | definitivo |

### Sessione invernale
| Acquisti | Acquisti                 | Acquisti          | Acquisti |
| R.       | Nome                     | da                | Modalità |
| -------- | ------------------------ | ----------------- | -------- |
| A        | Svava Rós Guðmundsdóttir | Kristianstads DFF |          |

| Cessioni | Cessioni       | Cessioni       | Cessioni    |
| R.       | Nome           | a              | Modalità    |
| -------- | -------------- | -------------- | ----------- |
| D        | Elena Linari   | Roma           | definitivo  |
| D        | Marine Perea   | Soyaux         | in prestito |
| A        | Darian Jenkins | FC Kansas City |             |

## Risultati

### Division 1

#### Girone di andata
| Arbitro: | Romy Fournier |

|                                                           |           |                                |
| Gomes 1’ Bruneau 68’ (aut.) Herrera 73’ Corboz 91’ (rig.) | Marcatori | 19’, 45’ Snoeijs 24’, 62’ Shaw |

| Libourne 13 settembre 2020, ore 12:45 CEST 2ª giornata | Bordeaux       | 0 – 0 referto | Paris Saint-Germain | Stadio Jean-Antoine Moueix (749 spett.)\| Arbitro: \| Victoria Beyer \| |
| Arbitro:                                               | Victoria Beyer |               |                     |                                                                         |

| Arbitro: | Alexandra Collin |

|                             |           |          |
| Carpenter 42’ Le Sommer 56’ | Marcatori | 73’ Sarr |

| Arbitro: | Justine Catania |

|            |           |  |
| Dufour 60’ | Marcatori |  |

| Arbitro: | Gabrielle Guillot |

|                                                       |           |              |
| Shaw 8’, 19’, 45’, 63’ Snoeijs 51’ Lavogez 62’ (rig.) | Marcatori | 9’ Spetsmark |

| Arbitro: | Charlène Laur |

|                                      |           |             |
| Teinturier 45’, 63’ Mbakem Niaro 88’ | Marcatori | 32’ Snoeijs |

| Arbitro: | Romy Fournier |

|                                            |           |             |
| Lavogez 12’ Shaw 48’, 58’, 66’ Garbino 88’ | Marcatori | 6’ Declercq |

| Arbitro: | Justine Catania |

|  |           |                       |
|  | Marcatori | 7’ Karchouni 15’ Shaw |

| Arbitro: | Gabrielle Guillot |

|  |           |                 |
|  | Marcatori | 24’ (rig.) Shaw |

| Arbitro: | Alexandra Collin |

|               |           |            |
| Shaw 57’, 84’ | Marcatori | 45’ Austry |

| Arbitro: | Victoria Beyer |

|                     |           |  |
| Shaw 8’ Snoeijs 51’ | Marcatori |  |

#### Girone di ritorno
| Arbitro: | Beyer |

|             |           |  |
| Däbritz 43’ | Marcatori |  |

| Arbitro: | Guillot |

|                                                            |           |           |
| Jaurena 6’ Shaw 11’, 41’, 67’ Garbino 18’, 54’ Lavogez 76’ | Marcatori | 45’ Gomes |

| Arbitro: | Guillemin |

|  |           |                        |
|  | Marcatori | 19’ Gilles 71’ Snoeijs |

| Arbitro: | Fournier |

|                                               |           |  |
| Garbino 6’, 8’, 25’ Shaw 63’, 73’ Lavogez 81’ | Marcatori |  |

| Arbitro: | Collin |

|                  |           |                                  |
| Snoeijs 15’, 53’ | Marcatori | 39’ (rig.) Thiney 72’, 89’ Viens |

| Arbitro: | Laur |

|                      |           |                           |
| Grabowska 68’ (rig.) | Marcatori | 12’ Jaurena 19’ Karchouni |

| Arbitro: | Catania |

|             |           |  |
| Snoeijs 12’ | Marcatori |  |

| Arbitro: | Beyer |

|  |           |                               |
|  | Marcatori | 25’ Karchouni 70’ (rig.) Shaw |

| Arbitro: | Beyer |

|  |           |          |
|  | Marcatori | 76’ Shaw |

| Arbitro: | Collin |

|  |           |              |
|  | Marcatori | 9’ Le Sommer |

| Arbitro: | Laur |

|                                        |           |                      |
| Peniguel 32’, 72’ Mansuy 74’ Diaby 89’ | Marcatori | 33’ Shaw 57’ Lavogez |

### Coppa di Francia
| Arbitro: | Charlène Laur |

|                                            |           |  |
| Shaw 37’ (56) Snoeijs 39’, 42’ Jaurena 75’ | Marcatori |  |

## Statistiche

### Statistiche di squadra
| Competizione     | Punti | In casa | In casa | In casa | In casa | In casa | In casa | In trasferta | In trasferta | In trasferta | In trasferta | In trasferta | In trasferta | Totale | Totale | Totale | Totale | Totale | Totale | DR  |
| Competizione     | Punti | G       | V       | N       | P       | Gf      | Gs      | G            | V            | N            | P            | Gf           | Gs           | G      | V      | N      | P      | Gf     | Gs     | DR  |
| ---------------- | ----- | ------- | ------- | ------- | ------- | ------- | ------- | ------------ | ------------ | ------------ | ------------ | ------------ | ------------ | ------ | ------ | ------ | ------ | ------ | ------ | --- |
| Division 1       | 44    | 11      | 8       | 1       | 2       | 32      | 8       | 11           | 6            | 1            | 4            | 18           | 15           | 22     | 14     | 2      | 6      | 50     | 23     | +27 |
| Coppa di Francia | -     | 1       | 1       | 0       | 0       | 5       | 0       | -            | -            | -            | -            | -            | -            | 1      | 1      | 0      | 0      | 5      | 0      | +5  |
| Totale           | -     | 12      | 9       | 1       | 2       | 37      | 8       | 11           | 6            | 1            | 4            | 18           | 15           | 23     | 15     | 2      | 6      | 55     | 23     | +32 |

### Andamento in campionato
| Giornata  | 1 | 2 | 3 | 4 | 5 | 6 | 7 | 8 | 9 | 10 | 11 | 12 | 13 | 14 | 15 | 16 | 17 | 18 | 19 | 20 | 21 | 22 |
| --------- | - | - | - | - | - | - | - | - | - | -- | -- | -- | -- | -- | -- | -- | -- | -- | -- | -- | -- | -- |
| Luogo     | T | C | T | C | C | T | C | T | T | C  | C  | T  | C  | T  | C  | C  | T  | C  | T  | T  | C  | T  |
| Risultato | N | N | P | V | V | P | V | V | V | V  | V  | P  | V  | V  | V  | P  | V  | V  | V  | V  | P  | P  |
| Posizione | 5 | 9 | 9 | 7 | 4 | 5 | 4 | 3 | 3 | 3  | 3  | 3  | 3  | 3  | 3  | 3  | 3  | 3  | 3  | 3  | 3  | 3  |

Legenda:

Luogo: C = Casa; T = Trasferta. Risultato: V = Vittoria; N = Pareggio; P = Sconfitta.

### Statistiche delle giocatrici
| Giocatore           | Division 1 | Division 1 | Division 1  | Division 1 | Coppa di Francia | Coppa di Francia | Coppa di Francia | Coppa di Francia | Totale   | Totale | Totale      | Totale     |
| Giocatore           | Presenze   | Reti       | Ammonizioni | Espulsioni | Presenze         | Reti             | Ammonizioni      | Espulsioni       | Presenze | Reti   | Ammonizioni | Espulsioni |
| ------------------- | ---------- | ---------- | ----------- | ---------- | ---------------- | ---------------- | ---------------- | ---------------- | -------- | ------ | ----------- | ---------- |
| M. Astier           | 0          | 0          | 0           | 0          | -                | -                | -                | -                | 0        | 0      | 0           | 0          |
| C. Bilbault         | 14         | 0          | 3           | 0          | 1                | 0                | 1                | 0                | 15       | 0      | 4           | 0          |
| R. Bruneau          | 2          | -8         | 0           | 0          | 1                | 0                | 0                | 0                | 3        | -8     | 0           | 0          |
| M. Cardia           | 10         | 0          | 5           | 0          | 1                | 0                | 0                | 0                | 11       | 0      | 5           | 0          |
| E. Cascarino        | 14         | 0          | 5           | 0          | 1                | 0                | 0                | 0                | 15       | 0      | 5           | 0          |
| D. Chatelin         | 19         | 0          | 2           | 0          | 1                | 0                | 0                | 0                | 20       | 0      | 2           | 0          |
| M. Dehri            | 0          | 0          | 0           | 0          | -                | -                | -                | -                | 0        | 0      | 0           | 0          |
| J. Dufour           | 16         | 1          | 0           | 0          | 1                | 0                | 0                | 0                | 17       | 1      | 0           | 0          |
| M. Garbino          | 20         | 6          | 2           | 0          | -                | -                | -                | -                | 20       | 6      | 2           | 0          |
| V. Gilles           | 19         | 1          | 3           | 0          | 1                | 0                | 0                | 0                | 20       | 1      | 3           | 0          |
| S.R. Guðmundsdóttir | 3          | 0          | 0           | 0          | -                | -                | -                | -                | 3        | 0      | 0           | 0          |
| I. Jaurena          | 20         | 2          | 2           | 0          | 1                | 1                | 0                | 0                | 21       | 3      | 2           | 0          |
| D. Jenkins          | 5          | 0          | 0           | 0          | -                | -                | -                | -                | 5        | 0      | 0           | 0          |
| G. Karchouni        | 18         | 3          | 2           | 0          | 1                | 0                | 0                | 0                | 19       | 3      | 2           | 0          |
| J. Karličić         | 0          | 0          | 0           | 0          | -                | -                | -                | -                | 0        | 0      | 0           | 0          |
| A. Lardez           | 13         | 0          | 1           | 0          | 1                | 0                | 0                | 0                | 14       | 0      | 1           | 0          |
| C. Lavogez          | 16         | 5          | 2           | 0          | -                | -                | -                | -                | 16       | 5      | 2           | 0          |
| E. Linari           | 3          | 0          | 0           | 0          | -                | -                | -                | -                | 3        | 0      | 0           | 0          |
| A. Moorhouse        | 20         | -15        | 0           | 0          | 0                | 0                | 0                | 0                | 20       | -15    | 0           | 0          |
| E. Palis            | 14         | 0          | 2           | 0          | 1                | 0                | 0                | 0                | 15       | 0      | 2           | 0          |
| M. Perea            | 0          | 0          | 0           | 0          | -                | -                | -                | -                | 0        | 0      | 0           | 0          |
| È. Périsset         | 21         | 0          | 0           | 0          | 1                | 0                | 0                | 0                | 22       | 0      | 0           | 0          |
| J. Thibaud          | 15         | 0          | 0           | 0          | 1                | 0                | 0                | 0                | 16       | 0      | 0           | 0          |
| O. Sarr             | 3          | 1          | 1           | 0          | -                | -                | -                | -                | 3        | 1      | 1           | 0          |
| K. Shaw             | 20         | 22         | 2           | 0          | 1                | 2                | 0                | 0                | 21       | 24     | 2           | 0          |
| K. Snoeijs          | 21         | 9          | 2           | 0          | 1                | 2                | 0                | 0                | 22       | 11     | 2           | 0          |